# Team Goh
A Team Goh Motorsports é uma equipe japonesa de automobilismo fundado por Kazumichi Goh em 1996 . Inicialmente competindo no All-Japan Grand Touring Car Championship (JGTC), a Team Goh venceu o campeonato de 1996 com um McLaren F1 GTR e os pilotos John Nielsen e David Brabham . A equipe também tem uma vitória geral na clássica prova francesa 24 Horas de Le Mans, onde com apoio técnico da montadora alemã Audi venceu a edição de 2004 com um Audi R8 . 
Em 19 de dezembro de 2019, a Dale Coyne Racing anunciou que formou uma parceria com a Team Goh para a disputa da IndyCar Series de 2020. Com a equipe sendo nomeada de Dale Coyne Racing with Team Goh, com Álex Palou, liderando a entrada número 55 do time.